# Comment le brigadier marqua le roi
Ne doit pas être confondu avec Comment le roi marqua le brigadier.
Comment le brigadier marqua le roi (How the Brigadier Held the King en version originale), est une nouvelle d'Arthur Conan Doyle mettant en scène le Brigadier Gérard. Elle est parue pour la première fois dans la revue britannique Strand Magazine en avril 1895, avant d'être reprise dans le recueil Les Exploits du Brigadier Gérard (The Exploits of Brigadier Gerard).
La nouvelle a été traduite en français par Géo Adam et publiée en mars 1898 en deux épisodes dans l'hebdomadaire La Lecture n°22 et n°23 sous le titre Comment le colonel tint le roi entre ses mains. Le recueil complet des Exploits du Colonel Gérard traduit par Géo Adam est paru aux éditions Félix Juven en 1905. La nouvelle a également été traduite par Bernard Tourville en 1957 pour l'édition intégrale des œuvres d'Arthur Conan Doyle éditée par Robert Laffont, sous le titre Comment le brigadier marqua le roi.

## Résumé

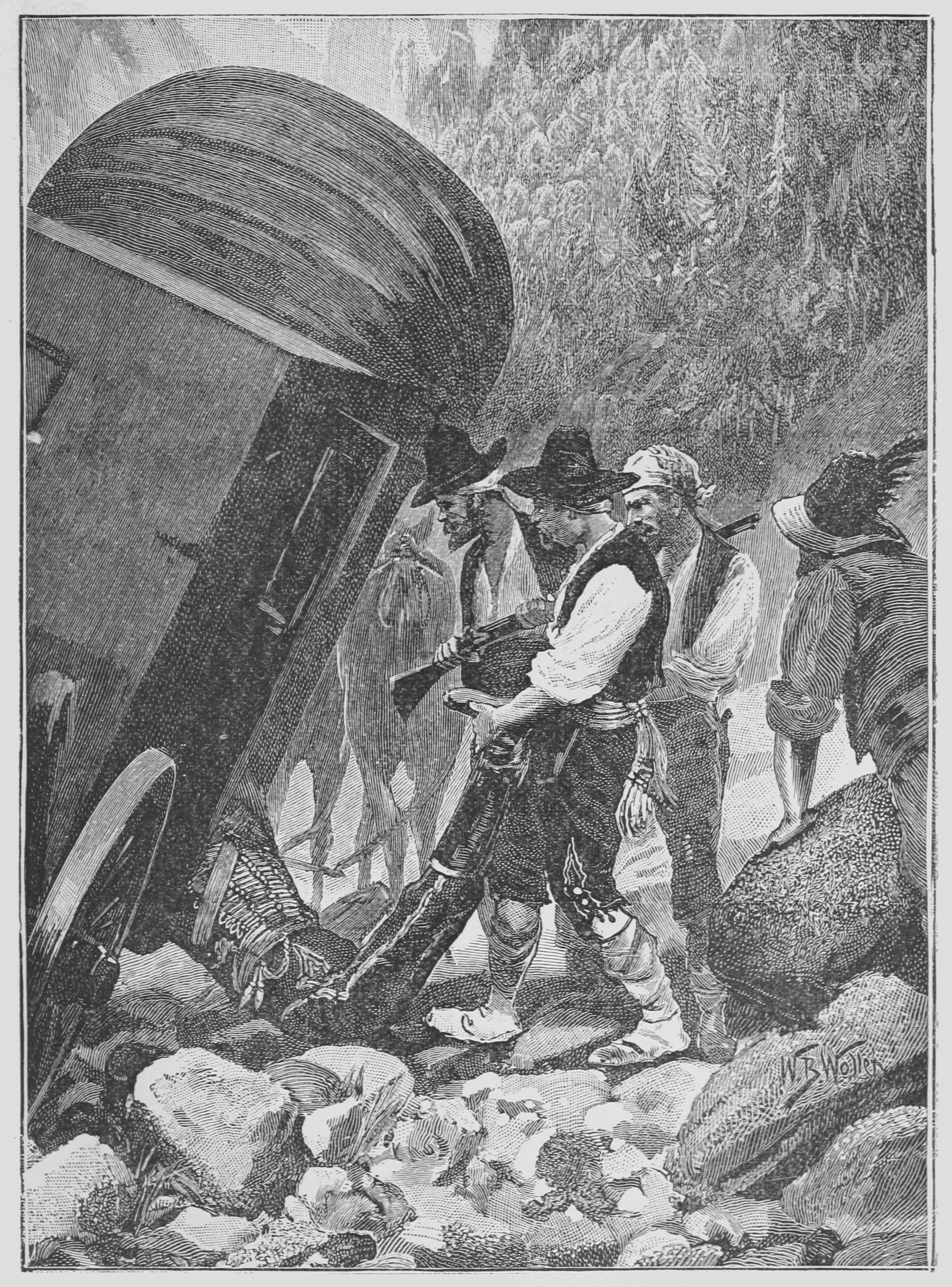
Des brigands espagnols tirant Étienne Gérard de sa diligence.

En 1810, le colonel Étienne Gérard, blessé à la cheville et privé de son cheval, stationne momentanément en Espagne. Remis de sa blessure après un mois de convalescence, Gérard souhaite rejoindre Pastores où se trouve son régiment. Un prêtre de passage l'aide à trouver une diligence et des mulets et lui propose de l'accompagner ; Gérard accepte.
Le prêtre se révèle être un brigand : celui-ci se jette sur Gérard lors d'une embuscade tendue en chemin et le blesse sans gravité à l'œil. Gérard met son agresseur hors d'état de nuire mais des complices du faux prêtre parviennent à capturer Gérard. Celui-ci est amené au chef des brigands, El Cuchillo, un homme cruel et sanguinaire qui décide d'organiser l'exécution de son prisonnier en le faisant écarteler entre deux arbres d'une clairière environnante.

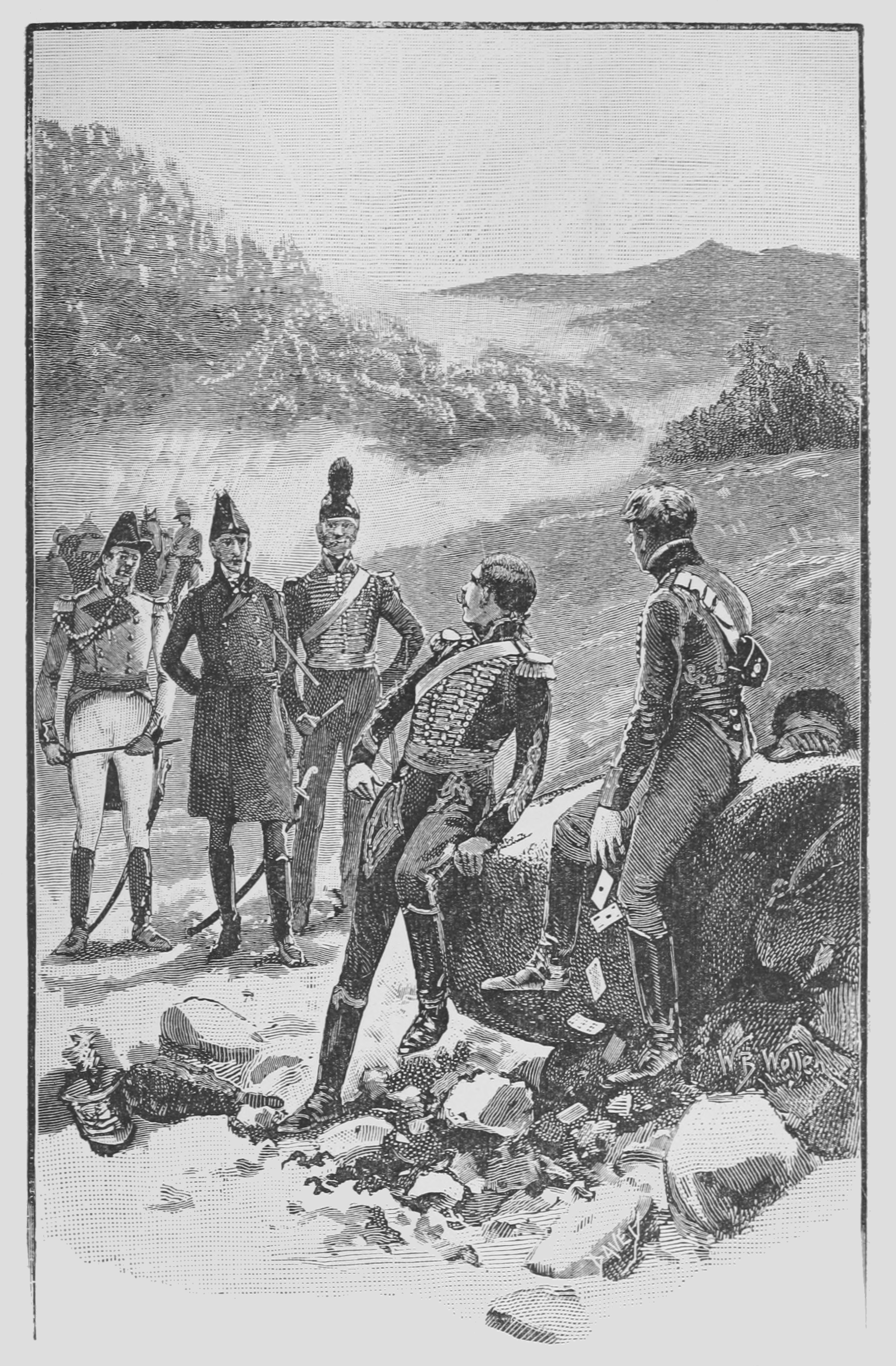
Bart et Gérard surpris par de hauts-gradés anglaise lors de leur partie de cartes.

Étienne Gérard, qui assiste à la préparation de son exécution, entend alors le pas de cavaliers à proximité et appelle à l'aide. Attirés par les cris, cinq cavaliers anglais, à la tête desquels se trouve sir Russell Bart, surgissent dans la clairière. Bart comprend la situation, tue El Cuchillo et s'enfuit avec Gérard qui s'est constitué prisonnier pour échapper aux brigands.
En chemin, Bart et Gérard sympathisent malgré la rivalité qui oppose leur armée respective. Du fait de cette amitié naissante, Gérard demande à Bart s'il accepterait de le laisser libre au lieu de le livrer à l'armée anglaise. Écartant l'idée d'un duel à l'épée, les deux hommes décident de jouer aux cartes le sort du militaire français. Gérard s'apprête à remporter le jeu lorsque des hauts-gradés britanniques découvrent les deux hommes et mettent un terme à leur partie.
Faisant allusion aux règles de l'écarté, Gérard montre ses cartes au général qui l'arrête et s'exclame « J'ai joué ma liberté et j'ai gagné puisque, comme vous le voyez, c'est moi qui marque le roi ! ». « Au contraire, c'est moi qui ai gagné, car, comme vous le voyez, c'est mon roi qui vous marque » lui répond le général en le faisant prisonnier de la couronne d'Angleterre.